# Passiflora pilosa
Passiflora pilosa Ruiz & Pav. ex DC. – gatunek rośliny z rodziny męczennicowatych (Passifloraceae Juss. ex Kunth in Humb.). Występuje naturalnie w Meksyku i Gwatemali. 

## Morfologia
PokrójZielne, owłosione liany.
Liście3- lub 5-klapowane, ścięte u podstawy. Mają 3–11,5 cm długości oraz 4–16 cm szerokości. Ząbkowane, z ostrym wierzchołkiem. Ogonek liściowy jest owłosiony i ma długość 10–50 mm. Przylistki są owalne o długości 7–30 mm.
KwiatyZebrane w pary. Działki kielicha są owalne, zielonkawobiałe, mają 0,9–2 cm długości. Płatki są owalne, białe, mają 0,9–1,9 cm długości. Przykoronek ułożony jest w jednym rzędzie, biało-purpurowy, ma 9–13 mm długości.
OwoceSą jajowatego kształtu. Mają 3–3,8 cm długości i 2,3–2,7 cm średnicy.

## Biologia i ekologia
Występuje w lasach na wysokości 1200–2000 m n.p.m.